# Flauchersteg

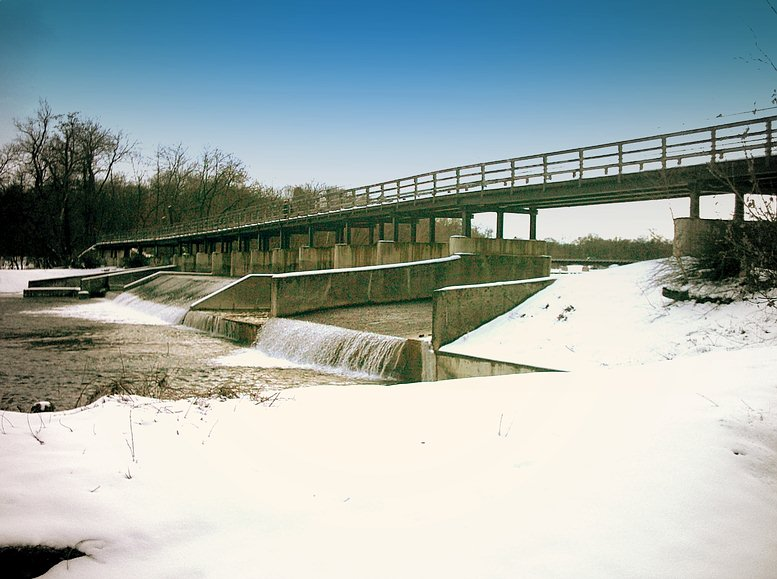
Flauchersteg vào mùa đông

Flauchersteg là một cầu bộ hành bắt ngang sông Isar ở München.

## Vị trí
Flauchersteg nằm ở cuối đầu phía Nam của Flaucher. Phần 3 ở phía bắc còn thuộc khu phố Sendling, 2 phần 3 còn lại phía nam chạy qua khu phố Thalkirchen. Flauchersteg kết thúc ở khu vực Siebenbrunn thuộc khu phố Untergiesing-Harlaching và như vậy nối cả ba khu phố München với nhau.